# Jean-Louis Brousses
Jean-Louis Brousses est un homme politique français né le 27 février 1769 à Limoux (Aude) et mort le 19 janvier 1832 à Paris.

## Biographie
Notaire à Limoux, il est député de l'Aude de 1831 à 1832, siégeant avec l'opposition de gauche.

## Sources
- « Jean-Louis Brousses », dans Adolphe Robert et Gaston Cougny, Dictionnaire des parlementaires français, Edgar Bourloton, 1889-1891 [détail de l’édition]